# Jhabua (Distrikt)
Jhabua ist ein Distrikt im indischen Bundesstaat Madhya Pradesh. Verwaltungssitz ist die gleichnamige Stadt Jhabua.

## Geografie
Der Distrikt bildet den Westteil der Malwa-Hochebene. Der Hatni, Dohi und Tukri fließen in einen Stausee, aus dem dann nur noch der Hatni austritt. Der Fluss Mahi bildet teilweise die Ostgrenze des Distrikts. Das Gebiet wird im Norden vom Distrikt Ratlam, im Osten vom Distrikt Dhar, im Süden vom Distrikt Alirajpur, im Westen vom Bundesstaat Gujarat und im Nordwesten vom Bundesstaat Rajasthan begrenzt. 

## Geschichte
Es gibt keine geschichtlichen Überlieferungen zum Gebiet bis ins Spätmittelalter. Die Stammesbevölkerung lebte abgeschieden und es gab keine Reichtümer, die Eroberer anlocken konnten. Im Jahr 1584 wurde der Fürstenstaat Jhabua gegründet. Er bestand bis 1948. Das Gebiet gehörte in der Kolonialzeit zur Bhopawar Agency-Unterabteilung der Central India Agency. Nach der Unabhängigkeit Indiens war es bis 1956 Teil von Madhya Bharat. 1948 wurde der Distrikt Jhabua aus den Fürstenstaaten Jhabua, Alirajpur, Jobat, Kathiwara und Mathwar und weiteren Gebieten geschaffen. Am 15. Mai 2008 trennte sich der Südteil des Distrikts ab und wurde zum neuen Distrikt Alirajpur.

## Bevölkerung

### Übersicht
Die Einwohnerzahl lag bei 570.465 (2011). Die Bevölkerungswachstumsrate im Zeitraum von 2001 bis 2011 betrug 30,70 % und lag damit sehr hoch. Jhabua hat ein Geschlechterverhältnis von 996 Frauen pro 1000 Männer und damit einen für Indien häufigen Männerüberschuss. Der Distrikt hatte 2011 eine Alphabetisierungsrate von 43,30 %, eine Steigerung um knapp 2 Prozentpunkte gegenüber dem Jahr 2001. Die Alphabetisierung liegt damit weit unter dem nationalen Durchschnitt. Knapp 93,7 % der Bevölkerung sind Hindus, ca. 3,8 % sind Christen, 1,5 % sind Muslime, 0,9 % sind Jainas und 0,1 % gaben keine Religionszugehörigkeit an oder gehörten anderen Religionen an. 20,7 % der Bevölkerung sind Kinder unter 6 Jahre.

### Einwohnerentwicklung
In den ersten Jahrzehnten des 20. Jahrhunderts wuchs die Bevölkerung bereits stark an. Trotz Seuchen, Krankheiten und Hungersnöten. Seit der Unabhängigkeit Indiens hat sich die Bevölkerungszunahme beschleunigt. Während die Bevölkerung in der ersten Hälfte des 20. Jahrhunderts um rund 148 % zunahm, betrug das Wachstum in den fünfzig Jahren zwischen 1961 und 2011 259 %. Die Bevölkerungszunahme zwischen 2001 und 2011 lag bei 30,70 % oder rund 241.000 Menschen. Offizielle Bevölkerungsstatistiken der heutigen Gebiete sind seit 1901 bekannt und veröffentlicht.
| Jahr      | 1901   | 1911    | 1921    | 1931    | 1941    | 1951    | 1961    | 1971    | 1981    | 1991    |
| Einwohner | 83.750 | 116.878 | 135.558 | 158.464 | 186.035 | 207.418 | 285.619 | 374.686 | 447.438 | 646.924 |

### Bedeutende Orte
Im Distrikt gibt nur fünf Orte, die als Städte (towns und census towns) gelten. Deshalb ist der Anteil der städtischen Bevölkerung im Distrikt gering. Denn nur 91.983 der 1.025.048 Einwohner oder 8,97 % leben in städtischen Gebieten. Die fünf Städte sind:

### Volksgruppen
In Indien teilt man die Bevölkerung in die drei Kategorien general population, scheduled castes und scheduled tribes ein. Die scheduled castes (anerkannte Kasten) mit (2011) 17.427 Menschen (1,70 Prozent der Bevölkerung) werden heutzutage Dalit genannt (früher auch abschätzig Unberührbare betitelt). Die scheduled tribes sind die anerkannten Stammesgemeinschaften mit (2011) 891.818 Menschen (87,00 Prozent der Bevölkerung), die sich selber als Adivasi bezeichnen. Zu ihnen gehören in Madhya Pradesh 46 Volksgruppen. Mehr als 5000 Angehörige zählen nur die Bhil (889.582 Personen oder 86,78 % der Distriktsbevölkerung).

## Wirtschaft

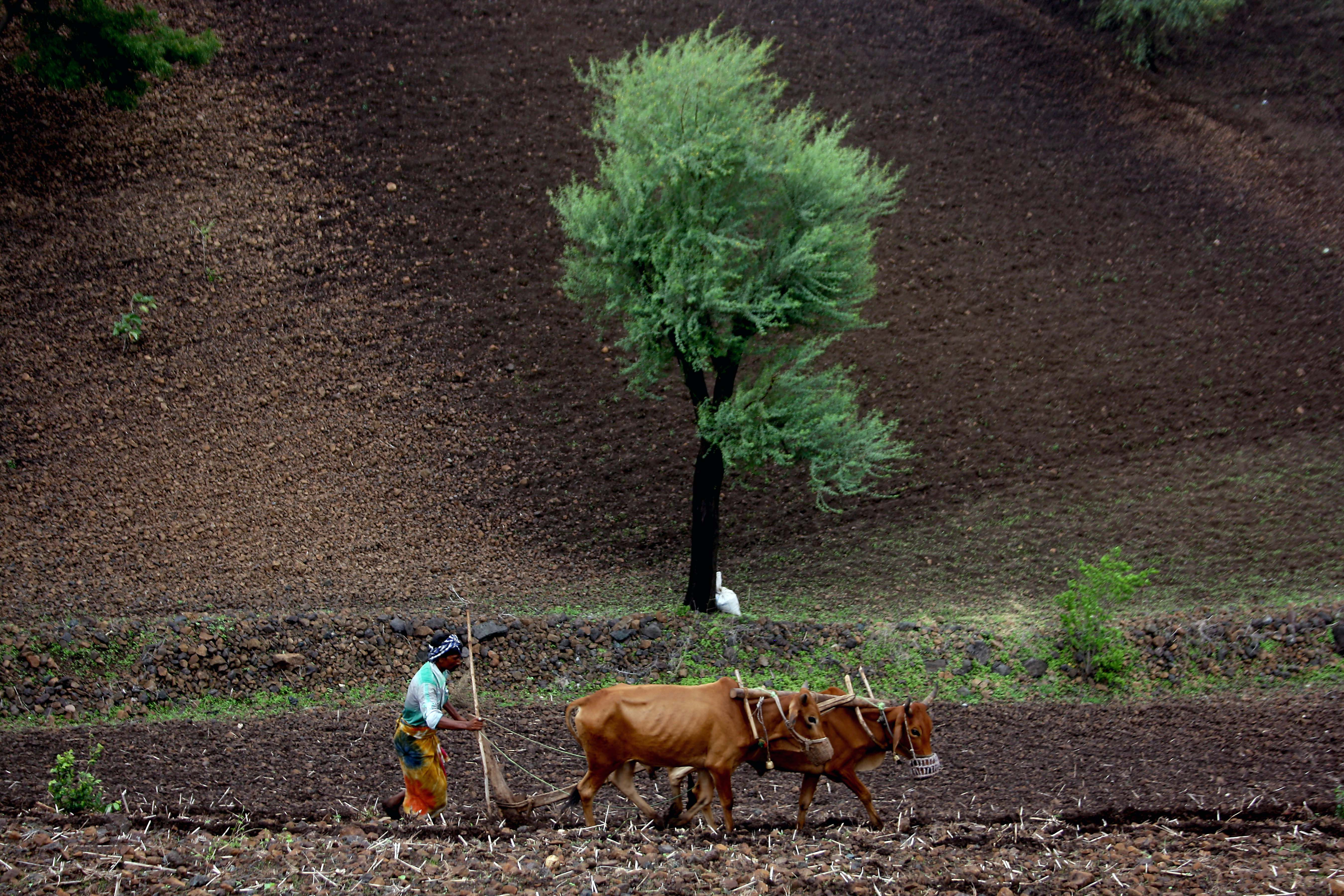
Bauer auf seinem Feld im Distrikt Jhabua

Der Distrikt Jhabua gehört nach offizieller Statistik zu den 250 rückständigsten Distrikten Indiens, das in insgesamt 640 Distrikte unterteilt ist. Der Distrikt ist stark von der Landwirtschaft geprägt und gehört zu den ärmsten Gebieten des Landes.

## Verwaltungsgliederung
Der Distrikt Jhabua ist in die sechs Verwaltungsbezirke (Tehsils) Jhabua, Meghnagar, Petlawad, Rama, Ranapur und Thandla unterteilt. Er besteht aus 783 bewohnten Dörfern und fünf Städten mit fünf Stadtverwaltungen und 377 Dorfverwaltungen.

## Verkehr
Viele Dörfer sind über Buslinien an das regionale Verkehrsnetz angeschlossen. Hinzu kommen als überregionale Straßenverbindungen mehrere National Highways und State Highways. Es gibt auf Distriktsgebiet neun Bahnstationen an der Linie von Vadodara nach Nagda. 

## Sehenswürdigkeiten
Es gibt nur wenige Sehenswürdigkeiten im Distrikt, darunter einen Shiva-Tempel. 